# Monte San Vito
Monte San Vito är en ort och kommun i provinsen Ancona i regionen Marche i Italien. Kommunen hade 6 815 invånare (2018).